# Орловський Ростислав Русланович
Ростислав Русланович Орловський — старший матрос Збройних Сил України, учасник російсько-української війни, що трагічно загинув під час російського вторгнення в Україну.

## Життєпис
Ростислав Народився 21 квітня 1998 у м. Вилкове.
Під час російського вторгнення в Україну загинув 26 лютого 2022 року. Поховано у м. Вилкове (Одеська область). В його честь названо вулицю в Вилкове, вул. Ростислава Орловського.

## Нагороди
- орден «За мужність» III ступеня (2022, посмертно) — за особисту мужність і самовіддані дії, виявлені у захисті державного суверенітету та територіальної цілісності України, вірність військовій присязі.[2]